# Рид, Филлип
Филлип Рид (англ. Phillip Reed), имя при рождении Милтон Ле Рой Трейнис (англ.  Milton Le Roy Treinis) (25 марта 1908 года — 7 декабря 1996 года) — американский актёр, более всего известный по ролям в фильмах 1930-40-х годов.
Более всего Рид известен как исполнитель главной роли редактора городской газеты в четырёх фильмах нуар из цикла «Большой город» (1946—1948). Среди других заметных картин с его участием — «Джентльмен Джимми» (1934), «Последний из могикан» (1936), «Энни из Клондайка» (1936), «Песня Тонкого человека» (1947), «Телохранитель» (1948) и «Каникулы в гареме» (1965).

## Ранние годы и театральная карьера
Филлип Рид родился под именем Милтон Ле Рой Трейнис 25 марта 1908 года в Нью-Йорке. Он вырос в Бруклине, затем учился в Корнеллском университете в Нью-Йорке. В начале артистической карьеры он исполнял роли негров в эстрадных программах, а также сыграл в нескольких спектаклях, после чего обратился к кино.
В 1932-33 годах под именем Милтон Лерой он сыграл в двух бродвейских мюзиклах — «Шумиха 1932 года» (1932, 95 представлений) и «Мелодия» (1933, 79 представлений). Затем, взяв имя Филлип Рид, он сыграл на Бродвее в комедиях «Отражённая слава» (1936-37, 127 представлений) и «Мои дорогие дети» (1940, 117 представлений).

## Кинокарьера в 1933—1965 годах
Рид начал свою голливудскую карьеру в 1933 году, играя в основном роли второго плана в мелодрамах и романтических комедиях с участием звёзд. Среди наиболее заметных работ этого периода — историческая мелодрама «Дом на 56-й улице» (1933) с Кэй Фрэнсис, криминальная комедия «Джентльмен Джимми» (1934) с Джеймсом Кэгни и Бетт Дейвис, а также ещё два фильма с Дейвис в главной роли — музыкальная комедия «Только любовь» (1934) и мелодрама «Девушка с 10-й авеню» (1935). Позднее Рид сыграет в своём четвёртом фильме с участием Дейвис — мелодраме «Верная подруга» (1943).
В 1934 году Рид сыграл в криминальной мелодраме «Романы джентльмена» (1934), а также в шпионском триллере «Британский агент» (1934), действие которого разворачиваются в революционной России 1917 года. В этой картине Рид сыграл иностранного дипломата, который гибнет, пытаясь поддержать силы, ведущие борьбу с революцией. После мелодрамы «Леди-игрок» (1934) с Барбарой Стэнвик в главной роли, Рид сыграл в романтической комедии «Акцент на молодёжь» (1935) с Сильвией Сидни и Джоэлом Маккри. В том же году он сыграл в криминальной комедии «Дело о любопытной невесте» (1935) с Уорреном Уильямом, вместе с которым вновь работал в мелодраме «Мадам Х» (1937).
В приключенческой ленте по роману Фенимора Купера «Последний из могикан» (1936) Рид сыграл стойкого и верного индейца Ункаса. В том же году Рид создал образ разоблачившего убийцу полицейского в музыкально-криминальной истории «Энни из Клондайка» (1936) с Мэй Уэст в главной роли. Журнал Variety невысоко оценил эту картину, отметив при этом, что «Рид слишком похож на молодёжного идола, чтобы играть маршала приграничного городка».
После трёхлетнего перерыва, связанного с возобновлением бродвейской карьеры, Рид вернулся в Голливуд, где в 1941 году сыграл одну из главных ролей неудачливого соперника своего бывшего друга и вождя племени, в приключенческой мелодраме «Алома из Южных морей» (1941) с Дороти Ламур в главной роли. В том же году Рид, по словам Хэла Эриксона, «был великолепен в роли шумного гостя дома, который никак не хотел уходить, в комедии „Уикенд на троих“ (1941)».
В середине 1940-х годов Рид сыграл роль главного редактора городской газеты в четырёх низкобюджетных фильмах цикла «Большой город» — «Большой город» (1946), «Я пишу о Большом городе» (1947), «Большой город после заката» (1947) и «Скандал Большого города» (1948). Современный историк кино Брюс Эдер назвал фильм «Большой город после заката» «увлекательным фильмом категории В того типа, который исчез с наступлением телевидения, хотя в нём и присутствуют элементы насилия, не вполне приемлемые для показа на телеэкране». По мнению Эдера, в этой картине Рид играет героя, который «исчезнет из американской популярной культуры в последующие десятилетия — это знающий, но жёсткий руководитель с хорошо поставленной речью, который не боится продемонстрировать свою образованность, а в случае необходимости — использовать кулаки». Как отмечено на сайте Film Noir of the Week, героя этой серии фильмов играет «динамичный Филипп Рид, который вкладывает почти столько же эмоций в создание образа Уилсона, сколько ведущие актёры вкладывают в создание образа Гамлета». При этом сами картины цикла были невысоко оценены критикой с точки зрения сценария, постановки и операторской работы.
В конце 1940-х годов Рид сыграл ещё в нескольких памятных картинах, среди них криминальная комедия «Песня Тонкого человека» (1947) с Уильямом Пауэллом и Мирной Лой, а также приключенческий фильм ужасов про динозавров «Неизведанный остров» (1948), где он сыграл главную роль искателя приключений. Затем последовали два фильма нуар — «Телохранитель» (1948) и «Жестокое обращение» (1949). В фильме нуар «Телохранитель» (1948) он был племянником богатой владелицы мясокомбината, который пошёл на убийство инспектора, вскрывшего его махинации с мясом, а затем решил скрыть следы преступления, совершив ещё одно убийство. В картине «Жестокое обращение» (1949) с участием Дороти Ламур он был обаятельным архитектором, который ухаживает за своей богатой нью-йоркской клиенткой. В вестерне «Дочь Запада» (1949) Рид вновь исполнил главную роль, на этот раз он был образованным индейцем племени навахо, у которого начинается роман с выросшей в монастыре героиней фильма, роль которой исполняет Марта Викерс. По мнению журнала Variety, «оба исполнителя главных ролей играют хорошо, демонстрируя значительную аккуратность в создании своих образов».
В историко-приключенческом фильме «Триполи» (1950) с участием Джона Пейна и Морин О’Хары Рид сыграл бывшего пашу, который помогает американцам в надежде с их помощью вернуть трон, который захватил его брат. Ещё одним значимым фильмом Рида был детский приключенческий вестерн «Дэйви Кроккетт, индейский скаут» (1950), где Рид в роли индейца по имени Красный Сокол вместе со своим другом Кроккеттом ведёт расследование серии нападений индейцев на поезд. В комедийном вестерне «Возьми меня в город» (1953) Рид «сыграл главного злодея Ньютона Коула, владельца бара, который использовал его как прикрытие для нелегальных операций. Его арестовывают вместе с главной героиней, певицей из его бара (Энн Шеридан). После побега из-под стражи Коул планирует вернуться к своей преступной деятельности, однако она отказывается следовать за ним». В нуаровой драме «Порванное платье» (1957) Рид сыграл богатого человека, который попал под суд по обвинению в убийстве человека, который, по его словам напал на его жену. Последний раз Рид снялся в кино в 1965 году в музыкальном фильме «Каникулы в гареме» с участием Элвиса Пресли, после чего в 57-летнем возрасте начал прибыльную карьеру в бизнесе.

## Карьера на телевидении в 1950—1963 годах
В 1956-62 годах Рид сыграл почти в 20 различных телешоу, в том числе, в четырёх эпизодах сериала «Альфред Хичкок представляет». Он также сыграл гостевые роли в таких популярных телесериалах, как «Речная лодка» (1959), «Гавайский глаз» (1962) и «Правосудие Бёрка» (1963).

## Актёрское амплуа и оценка творчества
Рид был красивым, атлетично сложенным брюнетом, благодаря чему, по словам «Лос-Анджелес Таймс», «играл главные роли и вторые главные роли». В 1930-е годы он регулярно получал роли в фильмах с такими звёздами, как Бетт Дейвис, Кэй Фрэнсис и Дороти Ламур, которые, по словам Эриксона, «порой предпочитали играть с невыдающимися красавцами, которые не могли бы отвлечь зрителя от их звёздной игры. Когда же его не затмевали звёздные партнёрши, Рид часто представал на экране в образе красивого, но неудачливого человека, который уступил девушку главному герою или оказался главным подозреваемым в убийстве». Он также часто играл плейбоев из общества, а порой этнических персонажей, в том числе, индейцев. В 1930-40-е годы Рид, по мнению Эриксона, «выдал несколько по-настоящему запоминающихся актёрских работ».

## Личная жизнь
В 1957 году Рид женился на Одри Джиллин, с которой прожил вплоть до своей смерти.

## Смерть
Филлип Рид умер 7 декабря 1996 года в Лос-Анджелесе.

## Фильмография
| Год       |   | Русское название                        | Оригинальное название            | Роль                                               |
| --------- | - | --------------------------------------- | -------------------------------- | -------------------------------------------------- |
| 1933      | ф | Студенческий тренер                     | College Coach                    | «Вес» Вестерман                                    |
| 1933      | ф | Женщина                                 | Female                           | Фредди Клэйбёрн                                    |
| 1933      | ф | Дом на 56-й улице                       | The House on 56th Street         | Фредди                                             |
| 1934      | ф | Только любовь                           | Fashions of 1934                 | Джимми                                             |
| 1934      | ф | Джентльмен Джимми                       | Jimmy the Gent                   | Ронни Гэтсон                                       |
| 1934      | ф | Журнал преступления                     | Journal of a Crime               | молодой человек на вечеринке                       |
| 1934      | ф | Леди-игрок                              | Gambling Lady                    | Стив                                               |
| 1934      | ф | Медицинская сестра                      | Registered Nurse                 | Билл                                               |
| 1934      | ф | Гламур                                  | Glamour                          | Лоренцо Валенти                                    |
| 1934      | ф | Романы джентльмена                      | Affairs of a Gentleman           | Картер Вон                                         |
| 1934      | ф | Доктор Моника                           | Dr. Monica                       | «Банни» Бёртон                                     |
| 1934      | ф | Британский агент                        | British Agent                    | Гастон Ляфарж                                      |
| 1934      | ф | Потерявшаяся леди                       | A Lost Lady                      | Нед                                                |
| 1934      | ф | Добрый Герберт                          | Big Hearted Herbert              | Эндрю                                              |
| 1935      | ф | Возможно, это любовь                    | Maybe It's Love                  | Адольф - младший                                   |
| 1935      | ф | Женщина в красном                       | The Woman in Red                 | Дэн Макколл                                        |
| 1935      | ф | Приятная музыка                         | Sweet Music                      | Грант, ведущий                                     |
| 1935      | ф | Дело о любопытной невесте               | The Case of the Curious Bride    | доктор Миллбек                                     |
| 1935      | ф | Девушка с 10-й авеню                    | The Girl from 10th Avenue        | Тони Хьюлетт                                       |
| 1935      | ф | Акцент на молодёжь                      | Accent on Youth                  | Дики Рейнолдс                                      |
| 1936      | ф | Убийство доктора Харригана              | The Murder of Dr. Harrigan       | доктор Саймон                                      |
| 1936      | ф | Энни с Клондайка                        | Klondike Annie                   | инспектор Джек Форрест                             |
| 1936      | ф | Последний из могикан                    | The Last of the Mohicans         | Ункас                                              |
| 1936      | ф | Самая счастливая девушка на свете       | The Luckiest Girl in the World   | Перси Мэйхью                                       |
| 1937      | ф | Мадам Х                                 | Madame X                         | Джин                                               |
| 1938      | ф | Весело мы живём                         | Merrily We Live                  | Герберт Уилер                                      |
| 1938      | ф | Моя ирландка Молли                      | My Irish Molly                   | Боб                                                |
| 1941      | ф | Алома Южных морей                       | Aloma of the South Seas          | Рево                                               |
| 1941      | ф | Уик-энд для троих                       | Weekend for Three                | Рэнди Бладсворт                                    |
| 1941      | ф | Джентльмен в темноте                    | A Gentleman After Dark           | Эдди Смит                                          |
| 1943      | ф | Верная подруга                          | Old Acquaintance                 | Люсиан Грант                                       |
| 1946      | ф | Смешные люди                            | People Are Funny                 | Джон Гуйдел                                        |
| 1946      | ф | Горячий груз                            | Hot Cargo                        | Крис Бигелоу                                       |
| 1946      | ф | Свидания с Энни                         | Rendezvous with Annie            | лейтенант Эйвери                                   |
| 1946      | ф | Большой город                           | Big Town                         | Стив Уилсон                                        |
| 1946      | ф | Секрет её сестры                        | Her Sister's Secret              | Ричард «Дик» Коннолли                              |
| 1947      | ф | Песнь Шехерезады                        | Song of Scheherazade             | князь Мищетский                                    |
| 1947      | ф | Я пишу о большом городе                 | I Cover Big Town                 | Стив Уилсон                                        |
| 1947      | ф | Песня Тонкого человека                  | Song of the Thin Man             | Томми Эдлон Дрейк                                  |
| 1947      | ф | Пираты Монтерея                         | Pirates of Monterey              | лейтенант Карлос Ортега                            |
| 1947      | ф | Большой город после заката              | Big Town After Dark              | Стив Уилсон                                        |
| 1948      | ф | Скандал в большом городе                | Big Town After Dark              | Стив Уилсон                                        |
| 1948      | ф | Телохранитель                           | Bodyguard                        | Фредди Дайсен                                      |
| 1948      | ф | Неизведанный остров                     | Unknown Island                   | Тед Осборн                                         |
| 1949      | ф | Дочь Запада                             | Daughter of the West             | Белый Орёл                                         |
| 1949      | ф | Жестокое обращение                      | Manhandled                       | Гай Байард                                         |
| 1950      | ф | Дэви Крокетт. Индейский скаут           | Davy Crockett, Indian Scout      | Красный Сокол                                      |
| 1950      | ф | Триполи                                 | Tripoli                          | Гамет Караманли                                    |
| 1950      | ф | Королева бандитов                       | Bandit Queen                     | Хоакин Мурьета                                     |
| 1950      | с | Пулитцеровский театр                    | Pulitzer Prize Playhouse         |                                                    |
| 1951      | с | Театр от «Армстронг»                    | Armstrong Circle Theatre         |                                                    |
| 1951      | с | Театр камео (2 эпизода)                 | Cameo Theatre                    |                                                    |
| 1952      | с | Восточный экспресс                      | Orient Express                   | доктор Карл Кёртис                                 |
| 1952      | с | Театр у камина                          | Fireside Theatre                 | Дон Хозе                                           |
| 1953      | ф | Вор в шелках                            | Thief in Silk                    |                                                    |
| 1953      | ф | Молодожены                              | Jeunes mariés                    |                                                    |
| 1953      | ф | Возьми меня в город                     | Take Me to Town                  | Ньютон Коул                                        |
| 1955—1956 | с | Миллионер (2 эпизода)                   | The Millionaire                  | Джон Бакстер/гостиничный клерк                     |
| 1955      | ф | Девушка в розовом платье                | The Girl in the Red Velvet Swing | Роберт Коллиер                                     |
| 1956      | с | Видеотеатр от «Люкс»                    | Lux Video Theatre                | Филд                                               |
| 1956      | с | Театр звёзд от «Шлиц»                   | Schlitz Playhouse of Stars       |                                                    |
| 1956—1962 | с | Альфред Хичкок представляет (4 эпизода) | Alfred Hitchcock Presents        | Ральф Кауэлл/Уолтер Кинг/Питер Кент/мистер Феллоуз |
| 1956      | с | Утренний театр                          | Matinee Theatre                  | Чарльз Уинслоу                                     |
| 1957      | ф | Порванное платье                        | The Tattered Dress               | Майкл Рестон                                       |
| 1957      | с | Театр от «Дженерал Электрик»            | General Electric Theater         | Фил                                                |
| 1957—1958 | с | Театр 90 (2 эпизода)                    | Playhouse 90                     | Фрэнсис Уэллс/Том Бьюкенен                         |
| 1959      | с | Шоу Энн Сотерн                          | The Ann Sothern Show             | Клод                                               |
| 1959      | с | Речная лодка                            | Riverboat                        | Дейв Рэйли                                         |
| 1962      | с | Гавайский глаз                          | Hawaiian Eye                     | майор Джон Кирби                                   |
| 1962      | с | Час Альфреда Хичкока                    | The Alfred Hitchcock Hour        | Джон О’Брайен                                      |
| 1963      | с | Правосудие Берка                        | Burke's Law                      | доктор Эрик Текман                                 |
| 1965      | ф | Каникулы в гареме                       | Harum Scarum                     | Король Тораншах                                    |